# Troubadour
Người hát rong (tiếng Anh: Troubadour) là một loại thi sĩ, nhà soạn nhạc và nghệ sĩ biểu diễn rong, người hát thơ. Một nữ hát rong còn được gọi là Trobairitz, truyền thống hát rong bắt đầu khoảng cuối thế kỉ 11 ở Occitania và bắt đầu lan rộng khắp châu Âu.

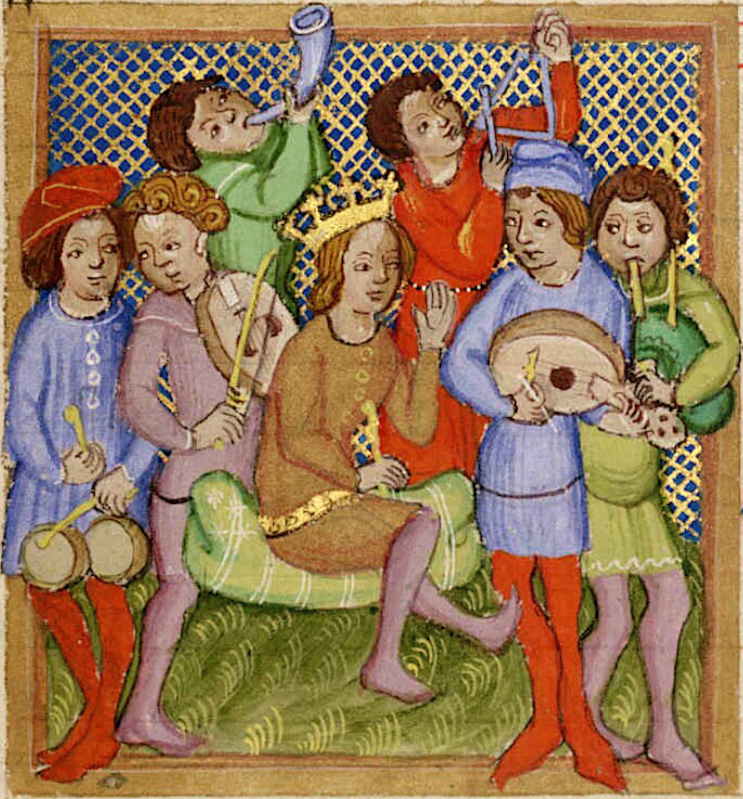
Người hát rong ở Béc-lin, tranh vẽ thế kỷ 14

Dưới ảnh hưởng của hát rong các phong trào liên quan mọc lên khắp châu Âu, Minnesang ở Đức, Trovadorismo ở Bồ Đào Nha và Trouvères ở miền bắc nước Pháp. Sau sự phát triển đột phá, nghệ thuật hát rong đã dần lụi tàn theo Cái chết đen.
Nội dung của các bài hát rong thường gắn với các chủ đề như Tinh thần hiệp sĩ và Tình yêu phong nhã. Các phong cách hát rong có 3 phong cách đó là Ánh sáng, Giàu có và Khép kín

## Sơ lược

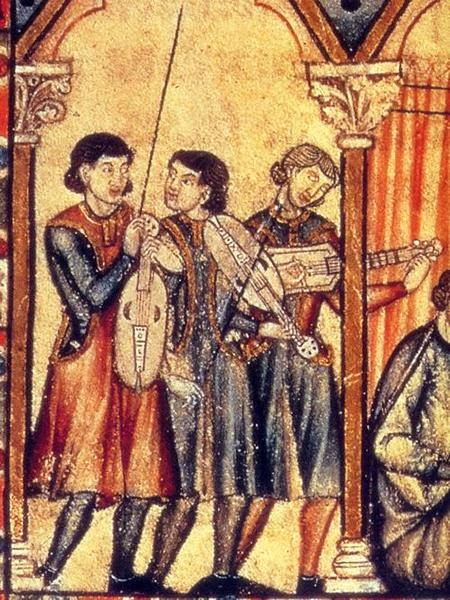
Tranh vẽ khoảng năm 1280

Âm nhạc của hát rong là truyền thống các bài hát thế tục đơn âm bằng tiếng bản xứ, có thể kèm nhạc cụ đệm và được hát bởi nhạc sĩ chuyên nghiệp, những người có tay nghề cao, nhà thơ. Ngôn ngữ của hát rong là Occitan, ngôn ngữ của trouvères là tiếng Pháp.
Thời gian hát rong tương ứng với sự phát triển đời sống văn hóa ở Provence kéo dài từ thế kỷ thứ mười hai đến thập niên đầu của thế kỉ mười ba. Hát rong còn sống sót tại Bồ Đào Nha, Tây Ban Nha, miền bắc Italia hoặc miền Bắc nước Pháp (nơi ở của các trouvère truyền thống), trong đó kỹ năng và kỹ thuật của họ đã đóng góp cho sự phát triển sau này của văn hóa âm nhạc thế tục ở những nơi đó.
Âm nhạc của trouvères tương tự như hát rong nhưng có thể tồn tại vào thế kỷ thứ mười ba và không bị ảnh hưởng bởi cuộc Thập tự chinh Albigensian. Hầu hết trong số hơn 2000 bài hát trouvère còn tồn tại bao gồm âm nhạc và cho thấy một tinh tế tuyệt vời với lời thơ đi kèm theo.
Một số người Troubadour thời Trung Cổ nổi tiếng như Aimeric de Peguilhan, Arnaut de Mareuil, Arnaut Guilhem de Marsan, Cercamon, Gaucelm Faidit, Guilhem de Saint-Leidier, Marcabru, Peire Cardenal, Peire Espanhol, Peire Raimon de Tolosa, Perceval Doria, Raimbaut d'Aurenga, Folquet de Marselha (sau trở thành giám mục), Guiraut Riquier, Tremoleta, Peire Vidal, và Trobairitz như là Iseut de Capio, Lombarda.
Các Minnesinger là truyền thống của hát rong và trouvères về phía tây. Các nguồn của Minnesang chủ yếu là từ hai hoặc ba thế kỷ sau khi phong trào lên đỉnh điểm, dẫn đến một số tranh cãi về tính chính xác của họ. Trong số các Minnesingers có âm nhạc còn tồn tại là Wolfram von Eschenbach, Walther von der Vogelweide, và Neidhart von Reuental.

## Một số thể loại hát rong
- Estampie
- Alba: bài hát tỏ tình
- Arlabecca: bài hát mơ mộng
- Canso: bài hát tình yêu
- Comiat: bài hát chia tay người yêu
- Crusade: bài hát nói về cuộc thập tự chinh
- Dansa: bản nhạc nhảy
- Desdansa: bản nhạc nhảy buồn
- Devinalh: câu đố ẩn dụ
- Ensenhamen: bài hát giáo dục
- Enuig: bài hát phẫn nộ
- Escondig: bài hát xin lỗi người yêu
- Gap: bài hát tự hào hoặc thách thức
- Maldit: bài hát phàn nàn về một người, thường là người yêu
- Partimen: bài hát đối đáp
- Pastorela: câu chuyện tình yêu của hiệp sĩ với người mặc áo lông cừu
- Plazer: bài hát vui tươi
- Salud d'amor: một bức thư tình
- Serena: bài hát chờ đợi người yêu vào buổi tối
- Sirventes: bài hát châm biếm
- Tenso: bài hát tranh luận
- Torneyamen: bài hát đấu khẩu
- Viadeira: bài hát du mục

## Một số nghệ sĩ hát rong thời Trung Cổ

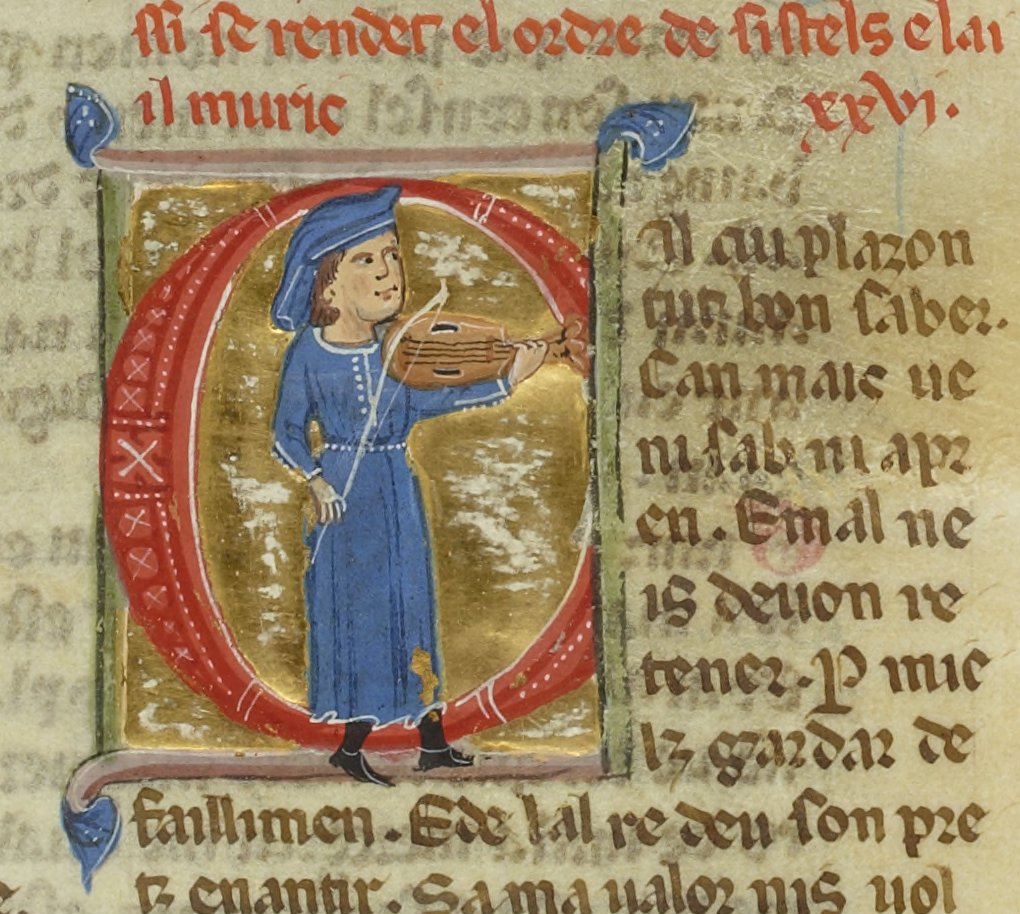
Nghệ sĩ Perdigon (thế kỷ 13), tranh minh họa thế kỷ13

- Aimeric de Peguilhan
- Gaucelm Faidit
- Neidhart von Reuental
- Peire Cardenal
- Guiraut Riquier
- Peire Vidal

## Liên kế ngoài
- Le Royaume Oublié - La tragédie Cathare - Jordi Savall - CD 1.
- Le royaume Oublié -La tragédie Cathare - Jordi Savall - CD 2.
- Le Royaume Oublié - La tragédie Cathare - Jordi Savall - CD 3.

- Literary Encyclopedia: Troubadour.
- The University of Naples' troubadours' text collection
- Complete works of the major troubadours
- Said I. Abdelwahed. Troubadour Poetry: An Intercultural Experience.
- Edmund Gosse (1911). Encyclopædia Britannica (ấn bản thứ 11). {{Chú thích bách khoa toàn thư}}: |title= trống hay bị thiếu (trợ giúp)